# Ectoedemia sabina
Ectoedemia sabina là một loài bướm đêm thuộc họ Nepticulidae. Nó được miêu tả bởi Puplesis năm 1985. Loài này có ở vùng Viễn Đông Nga.